# Papa Urbano III
Urbano III, nato Uberto Crivelli (Cuggiono, 1120 circa – Ferrara, 20 ottobre 1187), è stato il 172º papa della Chiesa cattolica dal 25 novembre 1185 alla morte.

## Biografia
Uberto Crivelli (indicato anche nelle varianti di "Oberto" e "Lamberto") nacque a Cuggiono, una piccola cittadina nell'arcidiocesi di Milano, membro di una nobile casata milanese che disponeva di proprietà fondiarie in queste terre. Il padre era Guala Crivelli; i fratelli avevano per nome Pietro, Domenico, Pastore e Guala. Uberto fu inoltre zio del futuro Papa Celestino IV per parte di madre.

### Da sacerdote ad arcivescovo di Milano
Decise di vestire l'abito sacerdotale e compì gli studi a Bologna; tornato a Milano ricevette la tonsura. La famiglia Crivelli era da tempo di parte guelfa e sosteneva il Papa contro l'imperatore Federico Barbarossa; molti suoi membri (tra cui lo stesso Uberto), furono costretti all'esilio in Francia quando Federico I saccheggiò Milano nel marzo del 1162. Nominato arcidiacono della Cattedrale di Bourges, Uberto ritornò a Milano dopo la ricostruzione della città, divenendo canonico e poi arcidiacono della Cattedrale di Milano. Nel 1170 si prodigò per la fondazione del monastero di San Pietro all'Olmo, costruito su terreni di sua proprietà ed ancora oggi esistente.
Per l'influenza politica di cui la sua famiglia godeva a Milano, nel concistoro convocato da papa Alessandro III nel settembre 1173 venne creato cardinale presbitero (il suo titolo iniziale rimane sconosciuto). Nel 1181 partecipò al conclave che elesse papa Lucio III. Nell'agosto del 1182 optò per il titolo di San Lorenzo in Damaso.
Verso la fine del 1182 fu eletto vescovo di Vercelli ed il 9 maggio 1185 venne nominato arcivescovo di Milano.

### Pontificato
Il 25 novembre 1185 morì a Verona Papa Lucio III. Lo stesso giorno 18 cardinali presenti al suo letto di morte iniziarono le procedure per l'elezione del successore. Al secondo scrutinio venne eletto Uberto, che assunse il nome di Urbano III. Fu incoronato nella stessa Verona il 1º dicembre.
Egli non riuscì mai a raggiungere Roma a causa del controllo che l'imperatore Federico I Barbarossa ed i suoi alleati esercitavano su tutte le vie di comunicazione. Governò la Chiesa, quindi, dalla città veneta.
Urbano III riprese vigorosamente le diatribe del suo predecessore con il Barbarossa, inclusa l'annosa disputa sui diritti di proprietà dei territori appartenuti alla contessa Matilde di Canossa. Anche dopo la sua elevazione al Papato conservò la carica di arcivescovo di Milano, presumibilmente nel timore che nel periodo di vacanza della sede milanese l'imperatore avocasse all'impero le prebende connesse all'arcidiocesi, com'era d'uso a quei tempi. Nella veste di arcivescovo si rifiutò di incoronare come re d'Italia il figlio di Federico, Enrico, che aveva sposato Costanza d'Altavilla, erede del regno di Sicilia. Mentre Enrico a sud cooperava con il Senato ribelle di Roma, Federico a nord bloccò tutti i valichi alpini, tagliando così le comunicazioni tra il papa, che risiedeva a Verona, e i suoi aderenti tedeschi. Urbano era ora risoluto a scomunicare Federico, ma i veronesi protestarono contro un tale procedimento preso all'interno delle loro mura e lo costrinsero a lasciare la città. Aggredito dal camerlengo, Urbano si ritirò a Ferrara, ospite di Obizzo I d'Este, ma morì prima che potesse dare corso alle sue intenzioni il 20 ottobre 1187, diciotto giorni dopo la caduta di Gerusalemme. A succedergli fu Gregorio VIII.

#### Concistori per la creazione di nuovi cardinali
Papa Urbano III durante il suo pontificato ha creato 5 cardinali nel corso di 2 distinti concistori.

#### Incontro con Gioacchino da Fiore
Nell'anno 1187 papa Urbano III, pochi mesi prima della morte, ebbe un incontro con Gioacchino da Fiore che era in visita a Verona. Successivamente, quando Gioacchino terminò il libro Concordia Novi ac Veteris Testamenti (sulla concordia dell’uno con l’altro Testamento), volle omaggiare papa Urbano III presentandogli il libro.

## Successione apostolica
La successione apostolica è:
- Arcivescovo Folmar von Karden (1186)